# Ljubomir Stefanov
Ljubomir Stefanov (née en 1975) est un documentariste macédonien connu pour le documentaire Honeyland sorti en 2019.

## Filmographie
- 2005 : The Noisy Neighbours
- 2007 : Lake of Apples
- 2019 : Honeyland